# 溫帶雨林

溫帶雨林分布

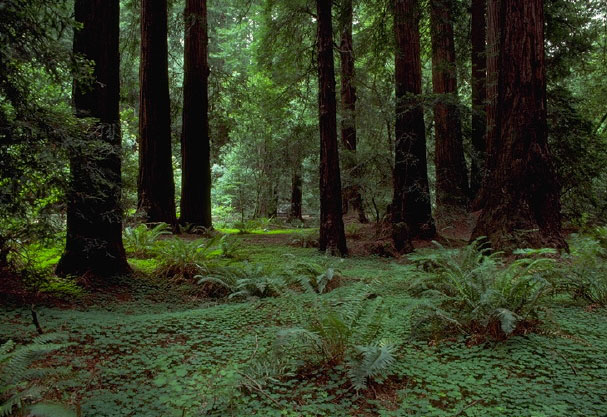
北加州的溫帶雨林

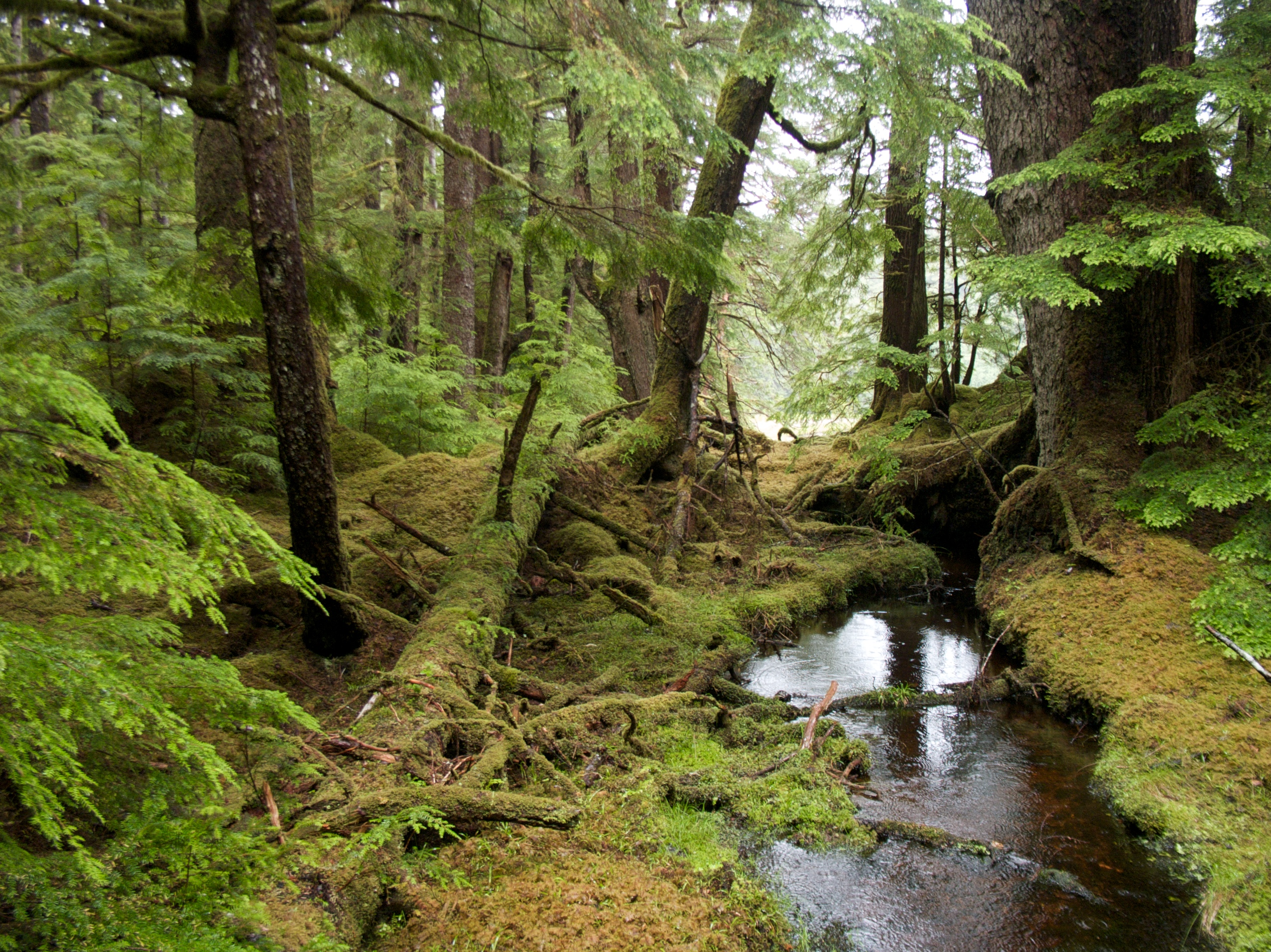
加拿大瓜伊哈納斯西部鐵杉林

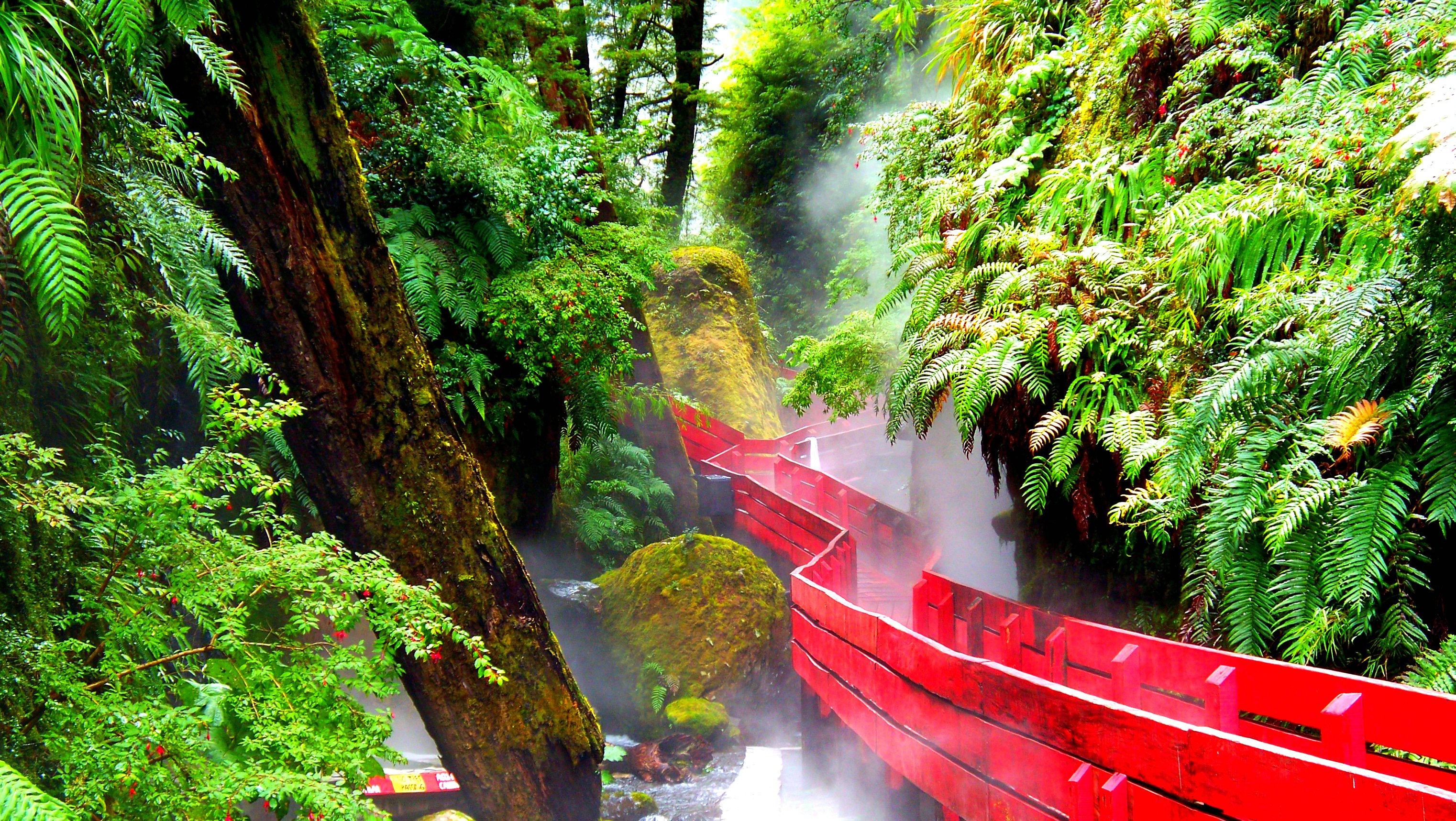
智利孔納里皮(Conaripe)附近的濕潤溫帶雨林

温带季雨林通称溫帶雨林，是地球上中緯度的高雨量地區的針葉樹或闊葉樹季雨林。它們大多數位於海洋性濕潤氣候區，例如北美洲西北部（自加州西北部至阿拉斯加東南部）、歐洲西北部（英國、愛爾蘭、挪威）、智利南部、澳洲東南部（塔斯曼尼亞省、維多利亞省）、新西蘭南島西岸，也有一些位於亞熱帶濕潤氣候區，例如黑海東岸地區、新西蘭北島、南非、日本和臺灣。
溫帶雨林的潮濕條件通常適合苔蘚、蕨類植物和一些灌木的林下植被。溫帶雨林可以是溫帶針葉林或溫帶闊葉混合林。

## 定義
對於北美的溫帶雨林，目前廣泛認可的定義是由Alaback提出：
年降水量超過2000毫米

年平均氣溫在4至12°C（39和54°F）之間。
然而，所需的年降水量取決於一年中的「降雨量分佈」、「全年氣溫」和「霧」等因素，再加上世界各地定義截然不同。例如，澳大利亞是以生態結構來定義，而非氣候：
樹木的封閉樹冠至少遮蔽了70%的天空。

森林主要由不需要以火來再生的樹種組成，但幼苗能夠在樹蔭下和固有開口處再生。
以氣候定義的雨林會排除一部分北美西部的溫帶雨林，因為海岸花旗松為其主要樹種之一，需要破壞樹木才能長出新的苗木。而北美的定義與其相反，又將一部分其他定義下的溫帶雨林排除在外。

## 溫帶雨林和其他溫帶森林的不同
- 雨量：高雨量（年降雨量至少為2000至3000毫米，視緯度而定），通常由海洋吹來的潮濕的風帶來雨水。
- 接近海洋：跟大陸性氣候地區比較，溫帶雨林有較暖的冬季和較涼的夏季，很多溫帶雨林在夏天會有霧氣，令它們在最熱的月份仍保持清涼和潮濕。
- 海岸山脈：海岸山脈向著海洋的一邊有較多雨水，因此溫帶雨林常在那些地區形成。

## 溫帶雨林區
- 太平洋溫帶雨林（北美洲西北部）

它是地球上最大的溫帶雨林，位於北美洲西岸沿海山區，從加州伸展至阿拉斯加。那裡的溫帶雨林可再分為數個生態區，它們俱以針葉林為主。世上最高的樹位於加州北部。
- Valdivian and Magellanic溫帶雨林（智利、阿根廷）

自智利南部的太平洋海岸起，至南美洲南端。
- 南非的Knysna-Amatole山區/沿海雨林
- 新西蘭溫帶雨林
- 澳大利亞溫帶雨林
- Colchian雨林（格魯吉亞、土耳其）

位於黑海東南端。
- 太平洋常綠雨林（日本）
- 臺灣山區針葉雨林
- 西北歐洲溫帶雨林

位於蘇格蘭、愛爾蘭、挪威、冰島。